# Anacridium eximium
Anacridium eximium är en insektsart som först beskrevs av Sjostedt 1918.  Anacridium eximium ingår i släktet Anacridium och familjen gräshoppor. Inga underarter finns listade i Catalogue of Life.